# LUCKY STRIKE
『LUCKY STRIKE』（ラッキー・ストライク）とは、乾良彦による日本の野球漫画作品。『週刊少年チャンピオン』（秋田書店）にて2011年49号から2012年33号まで連載。全34話。リトルリーグが舞台になっている。

## あらすじ
名門リトルに所属する江夏健太は、エースとして投げるためにチームを脱退。代わって入団した亀塚リトルは、正捕手以外は全員が自分が打つこと以外に興味の無い、とんでもない連中だった。

## 登場人物

### 亀塚リトル
江夏 健太（えなつ けんた）
投手。小学5年生。本編の主人公で左投左打。珍しいトルネード投法の使い手。手の関節が柔らかく、110㌔台の剛速球を放つ。
衣笠 浩二（きぬがさ こうじ）
捕手。右投げ右打ち。小学5年生。チーム内で唯一、「試合に勝利すること」を目的としている。昔所属していたチームをケンカして飛び出した後、同じくチームから追い出された興津と共に仲間を集めて亀塚リトルを結成した。
興津 猛（おきつ たける）
二塁手。右投げ右打ち。小学5年生。自称『亀塚のバリー・ボンズ』。体が大きく、江夏からは「ゴリラ」と呼ばれている。パワーヒッター。
大野 恒実（おおの つねみ）
一塁手。右投左打。小学5年生。チームの紅一点。顔は可愛いが、性格はキツい。
川口 慶彦（かわぐち よしひこ）
小学5年生。右投げ右打ち。チーム内では一番打率が悪く、「顔がいいだけ」としょっちゅう揶揄されている。
野村 孝市（のむら こういち）
小学6年生。右投げ右打ち。メガネをかけた少年。素顔はイケメン。
佐々岡 智徳（ささおか とものり）
小学5年生。右投げ右打ち。意外に足が早い。
正田 学（しょうだ まなぶ）
小学6年生。右投げ右打ち。鼻の頭が赤い。
小早川 光男（こばやかわ みつお）
小学5年生。右投げ右打ち。愛称は『バーちゃん』。
外木場（そとこば）
最終回に登場した新入団者。ポジションは投手を希望。

### 荒川南リトル
江夏健太が所属していたチーム。全国大会に出場したこともある。
新堂 清春（しんどう きよはる）
小学6年生。右投右打の三塁手で、「不動の4番」と評される。
鈴木 信夫（すずき のぶお）
小学5年生。右投右打の二塁手。チーム内で唯一江夏を気にかけていた。
千葉マイケル（ちばマイケル）
小学5年生。身長170センチメートル。右翼手だが、投手も務める。

## 書誌情報
- 乾良彦 『LUCKY STRIKE』秋田書店〈少年チャンピオン・コミックス〉、全4巻
  1. 2012年3月8日発売 ISBN 978-4-253-21312-7
  2. 2012年5月8日発売 ISBN 978-4-253-21313-4
  3. 2012年7月8日発売 ISBN 978-4-253-21314-1
  4. 2012年9月7日発売 ISBN 978-4-253-21315-8